# تپه کوتر سیه
تپه کوتر سیه مربوط به دوره ساسانیان است و در شهرستان ایلام، بخش مرکزی، روستای بانقلان واقع شده و این اثر در تاریخ ۹ اردیبهشت ۱۳۸۲ با شمارهٔ ثبت ۸۴۳۷ به‌عنوان یکی از آثار ملی ایران به ثبت رسیده است.